# Lijst van vlaggen van China
Dit is een lijst van vlaggen van China. Er zijn zowel vlaggen van de Volksrepubliek China als van de Republiek China (Taiwan) in opgenomen.

## Nationale vlaggen

### Nationale vlag van de Volksrepubliek China (perFIAV-codering)
|          | Civiele vlag | Staatsvlag | Oorlogsvlag |
| -------- | ------------ | ---------- | ----------- |
| Te land  | · ?          | · ?        | · ?         |
| Te water | · ?          | · ?        | · ?         |

### Nationale vlag van de Republiek China (perFIAV-codering)
|          | Civiele vlag | Staatsvlag | Oorlogsvlag |
| -------- | ------------ | ---------- | ----------- |
| Te land  | · ?          | · ?        | · ?         |
| Te water | · ?          | · ?        | · ?         |

## Vlaggen van de Volksrepubliek China

### Militaire vlaggen van de Volksrepubliek China
De oorlogsvlag is reeds in de eerste sectie vermeld.
| Vlag                                                    | Periode | Functie                                                 | Beschrijving |
| ------------------------------------------------------- | ------- | ------------------------------------------------------- | --- |
| Vlag van de grondtroepen van het Volksbevrijdingsleger. |         | Vlag van de grondtroepen van het Volksbevrijdingsleger. | Vlag van het Volksbevrijdingsleger met een brede groene horizontale band aan de onderzijde. De vlag van het Volksbevrijdingsleger toont een grote gele ster en de Chinese cijfers voor 8 en 1; deze getallen verwijzen naar de dag waarop het Volksbevrijdingsleger is gesticht. |
| Vlag van de luchtmacht.                                 |         | Vlag van de luchtmacht.                                 | Vlag van het Volksbevrijdingsleger met een brede blauwe horizontale band aan de onderzijde. |

### Vlaggen van politieke partijen in de Volksrepubliek China
| Vlag | Periode | Functie                                      | Beschrijving                                                               |
| ---- | ------- | -------------------------------------------- | -------------------------------------------------------------------------- |
|      |         | Vlag van de Communistische Partij van China. | Een rode vlag met een gele (gouden) hamer en sikkel in de linkerbovenhoek. |

### Vlaggen van afscheidingsbewegingen en etnische minderheden
| Vlag | Periode      | Functie                                                                          | Beschrijving |
| ---- | ------------ | -------------------------------------------------------------------------------- | --- |
|      | 1997 - heden | Vlag van de Volkspartij van Binnen-Mongolië.                                     | De in China verboden Volkspartij van Binnen-Mongolië is een afscheidingsbeweging voor Binnen-Mongolië, opgericht in de Verenigde Staten. De vlag is gebaseerd op de vlag van Mongolië. Het symbool is het nationale embleem, de soyombo. |
|      |              | Vlag van de afscheidingsbeweging in Oost-Turkestan.                              | Gebaseerd op de vlag van Turkije, met het lichtblauw als pan-Turkse kleur. Deze vlag is verboden in de Volksrepubliek. |
|      |              | Vlag van het oude Tibet en gebruikt door voorstanders van afscheiding van Tibet. | Deze vlag is verboden in de Volksrepubliek. Zie Vlag van Tibet. |
|      | 1997 - heden | Vlag van de afscheidingsbeweging in Hongkong.(en:Hong Kong Independence Moment)  | |

## Vlaggen van de Republiek China (Taiwan)

### Vlaggen van overheidsdiensten van de Republiek China
| Vlag | Periode | Functie             | Beschrijving                                                                                   |
| ---- | ------- | ------------------- | ---------------------------------------------------------------------------------------------- |
|      |         | Vlag van de douane. | Een blauw kanton met daarin het nationale symbool; een rood veld met vier groene zigzaglijnen. |

### Militaire vlaggen van de Republiek China
De oorlogsvlag is reeds in de eerste sectie vermeld.
| Vlag | Periode | Functie                       | Beschrijving                                                                     |
| ---- | ------- | ----------------------------- | -------------------------------------------------------------------------------- |
|      |         | Vlag van het Taiwanese leger. | Het nationale symbool staat gecentreerd in een blauw veld dat rood omrand wordt. |
|      |         | Geus.                         | Het nationale symbool staat gecentreerd in een blauw veld.                       |
|      |         | Vlag van de luchtmacht.       |                                                                                  |

### Vlaggen van politieke partijen in de Republiek China
| Vlag | Periode | Functie                                        | Beschrijving        |
| ---- | ------- | ---------------------------------------------- | ------------------- |
|      |         | Vlag van de Kwomintang.                        | Gelijk aan de geus. |
|      |         | Vlag van de Democratische Progressieve Partij. |                     |

### Sportvlaggen van de Republiek China (Taiwan ofChinees Taipei)
| Vlag | Periode      | Functie                                    | Beschrijving |
| ---- | ------------ | ------------------------------------------ | ------------ |
|      | 1984 - heden | Olympische vlag van Chinees Taipei.        |              |
|      |              | Paralympische vlag van Chinees Taipei.     |              |
|      |              | Deaflympische vlag van Chinees Taipei      |              |
|      |              | Universiade vlag van Chinees Taipei        |              |
|      |              | Vlag bij internationale voetbalwedstrijden |              |